# Bandai (vulkan)
Bandai är en vulkan på ön Honshu i Japan som ligger ungefär 230 km norr om Tokyo. Största delen av vulkanen består av andesit och sluttningarna är ganska branta. Hela komplexet ligger ungefär 1800 meter över havet. Det uppskattas vara 50 000 år gammalt.
Berget har från toppvyn en form som liknar en hästsko. Vulkanen hade den 15 juli 1888 ett utbrott som liknande utbrottet av Mount Saint Helens i västra Nordamerika, som skedde ungefär 100 år senare. En halv timme före utbrottet hördes endast ett ljud från vulkanen. Enligt ögonvittnen började utbrottet med två större explosioner och 15 till 20 korta explosioner kort efter varandra. Norra sidan av berget kollapsade och gav plats för ett stort pyroklastiskt flöde vilket förstörde ett stort antal byar och gårdar. På östra sidan skedde även ett stort jordskred. Andra samhällen som klarade utbrottet fick stora problem på grund av att rasmassorna blockerade flera vattendrag. Massornas volym på norra sidan antas vara 1,5 km³ som fördelade sig på en 11 km lång sträcka. Antalet offer uppskattades vara ungefär 460 personer. Bakom dammarna som skapades av vulkanen uppkom flera insjöar. Efter växtlighetens återkomst blev regionen ett omtyckt utflyktsmål.
Platsen besöktes några dagar efter utbrottet av seismologen Sekiya och geologen Kikuchi från Tokyos universitet som gjorde detaljerade beskrivningar. Rester av ett betydligt större utbrott under senare pleistocen hittades i sydvästra delen av vulkankomplexet där Bandai ingår. Ytterligare fynd tyder på 13 mindre utbrott i regionen.